# 奥克希尔 (佛罗里达州)
奥克希尔（英語：Oak Hill），是美国佛罗里达州沃盧西亞縣下属的一座城市。建立于1927年。面积约为29.1平方公里（约合11.3平方英里）。根据2010年美国人口普查，该市有人口1,792人。论人口在本州排行第294。